# Гаккебуш, Михаил Михайлович
Михаил Михайлович Гаккебуш (1874—1929) — русский публицист. Брат Валентина и Любови Гаккебуш.
Окончил историко-филологический факультет Санкт-Петербургского университета. Сотрудничал в газете «Киевское слово»; в 1898 году был фактическим редактором «Русского листка». В 1904 году начал издавать и редактировать в Москве газету «Русская правда», но в начале 1905 года газету закрыли, и её редактору было предложено уехать за границу. Вернувшись после 17 октября, Гаккебуш стал ближайшим сотрудником и членом редакции «Биржевых ведомостей»; как писал в издании 1928 года Ф. Л. Блументаль, «Фактический редактор „Биржевых ведомостей“ Михаил Михайлович Гаккебуш (по новой моде — Горелов)…».
Отдельно напечатаны брошюры Гаккебуша «Максимилиан Робеспьер» и Нерон и Башкирцева (обе — в 1898 году, под псевдонимом М. Кусторубов); «Воскресший Лазарь» (Москва, 1905) и «Об автономии Польши» (Москва, 1906) — в двух последних речь шла о необходимости предоставления Польше автономии в рамках Российской империи.
Эмигрировал. В 1921 году выпустил в Берлине книгу, озаглавленную «На реках Вавилонских: заметки беженца», под псевдонимом «М. Горелов». В ней, в частности, он писал:

В 1917 году мужик снял маску… «Богоносец» выявил свои политические идеалы: он не признает никакой власти, не желает платить податей и не согласен давать рекрутов. Остальное его не касается.

Архив М. М. Гаккебуша хранится в Институте русской литературы РАН.

## Источник
- Гаккебуш, Михаил Михайлович // Энциклопедический словарь Брокгауза и Ефрона : в 86 т. (82 т. и 4 доп.). — СПб., 1890—1907.